# Выборы в Греции
Выборы в Греции проходят с 1974 года, когда на референдуме окончательно была отменена монархия.
Поскольку Греция — парламентская республика, по результатам национальных парламентских выборов формируется большинство в Греческом парламенте, а лидер победившей партии становится премьер-министром государства. Парламент также избирает Президента Греции.

## Парламентские выборы
Греческий парламент состоит из 300 депутатов, избираемых на четырёхлетний срок по системе «усиленного» пропорционального представительства по 56 избирательным округам, 48 из которых многомандатные и 8 одномандатные. Места определяются по избирательному округу голосованием, и избиратели могут выбрать кандидата или кандидатов по своему выбору, отметив имя участника голосования. Тем не менее, партия, получившая наибольшее количество голосов избирателей, получает дополнительно 50 мандатов для тех её кандидатов, которые находились в избирательном списке партии на низших ступенях, и предварительно не прошли в парламент.
Право голоса имеют все граждане Греции в возрасте 18 лет и старше. Начиная с этого возраста гражданин Греции получает право быть избранным в Греческий парламент. Особенность греческого избирательного права заключается в предоставлении права голоса греческим гражданам, постоянно проживающим за границей (около 7 миллионов человек).

### Избирательные округа
Избирательные округа в Греции традиционно многомандатные, они в основном совпадают с номами (префектурами). Количество мандатов пересматривается раз в десять лет, после переписи населения. Префектура округа не может быть лишена представительства и не может быть объединена с другими префектурами. Однако если её население растет непропорционально, она может быть разделена на более мелкие округа.
Последнее изменение избирательных округов в Греции состоялось в 1967 году. Исходя из демографической ситуации, только 8 номов остались одномандатными:  Кефалония,  Лефкас, Эвритания,  Гревена,  Самос, Теспротия, Фокида и  Закинф. Другие номы были разделены на несколько избирательных округов. Например, в составе номархии Афин избирательный округ «Афины А» включает собственно муниципалитет Афины и часть метрополии Больших Афин, остальные территории охватывает избирательный округ «Афины Б». В последний входит 15 процентов всего электората Греции, которые избирают 42 из 300 мест в Греческом парламенте. Округ «Афины А» избирает 15 мест в парламенте, округ «Салоники» — 16 мест, «Аттика» (за исключением 4 округов Афин и двух округов Пирея) — 12 мест. Остальные округа выбирают только 1 депутата.

### Голосование
Голосование проводится в основном в школьных учреждениях в воскресенье. После дня выборов школы не работают ещё на протяжении 4 дней, пока идёт подсчёт голосов и другие процедуры. В состав избирательной комиссии входит председатель комиссии — юрист, который назначается местной Ассоциацией юристов. В качестве секретарей ему помогают местные жители, которых выбирают по жребию, поскольку быть присяжным в Греции — гражданский долг. В ходе голосования дежурит полиция. Местным представителям партий также разрешено контролировать подсчёт голосов, их теоретическая роль заключается в обеспечении прозрачности, на практике они никак не участвуют в подсчёте.
Традиционно голосование продолжается с 7 утра до 7 или 8 часов вечера. В индивидуальном порядке время может продолжить Председатель комиссии, если на участке остаётся очередь желающих проголосовать. Избиратель отдает удостоверение личности, получает полный комплект бюллетеней и пустой конверт. Избиратель отдаёт свой голос в отдельной кабинке, запечатывает конверт и опускает в урну для голосования (конверт можно бросать только запечатанным). После этого он получает назад своё удостоверение личности (в Греции это — идентификационная карта).
Избиратели могут выбирать конкретных кандидатов в бюллетене, ставя отметку «крест» напротив их имен. Максимально допустимое количество отметок определяется количеством мандатов по конкретному округу. Если поставлены другие знаки, кроме креста, рядом с именем кандидата, то бюллетень может быть признан недействительным, поскольку их наличие может толковаться как нарушение тайны голосования. Бюллетени с большим количеством избранных кандидатов, превышающим указанный максимум, зачисляются в общее количество набранных голосов партией, но не имеют права учитываться во время второй части подсчёта, когда определяются конкретные кандидаты, которые попадают в парламент от партии.
Как только на местах подсчёт закончился, результат подсчёта сообщается официально, тогда бюллетени запечатывают и транспортируют в Центральную избирательную службу при Министерстве внутренних дел. Служба пересчитывает все бюллетени. Если возникают разногласия, для их выяснения специально созывается Эклогодикейон, то есть избирательный суд. Он выносит официальные решения, а затем официально публикует имена депутатов, вошедших в новоизбранный парламент. Избирательный суд может созываться повторно, уже после начала работы парламента, для заполнения мест, которые станут вакантными в случае смерти или отставки депутата. Такие места заполняются в соответствии с низшими ступенями партийного списка.

### Результаты выборов
| Партии в правительстве Греции с 1974 года |                                                        |     |     |     |     |           |              |     |     |     |     |     |     |     |     |              |                |     |
| \| \| Партии \| '74 \| '77 \| '81 \| '85 \| '89 (май) \| '89 (ноябрь) \| '90 \| '93 \| '96 \| '00 \| '04 \| '07 \| '09 \| '12 \| '15 (январь) \| '15 (сентябрь) \| '19 \| \| \| Новая демократия \| X \| X \| \| \| X \| X \| X \| \| \| \| X \| X \| \| X \| \| \| X \| \| \| Всегреческое социалистическое движение (ПАСОК) \| \| \| X \| X \| \| X \| \| X \| X \| X \| \| \| X \| X \| \| \| \| \| \| Коммунистическая партия Греции (в составе Синаспизмос) \| \| \| \| \| X \| X \| \| \| \| \| \| \| \| \| \| \| \| \| \| Синаспизмос Коалиция радикальных левых (СИРИЗА) \| \| \| \| \| X \| X \| \| \| \| \| \| \| \| \| X \| X \| \| \| \| Демократические левые (ДИМАР) \| \| \| \| \| \| \| \| \| \| \| \| \| \| X \| \| \| \| \| \| Независимые греки (АНЕЛ) \| \| \| \| \| \| \| \| \| \| \| \| \| \| \| X \| X \| \| |                                                        |     |     |     |     |           |              |     |     |     |     |     |     |     |     |              |                |     |
| | Партии                                                 | '74 | '77 | '81 | '85 | '89 (май) | '89 (ноябрь) | '90 | '93 | '96 | '00 | '04 | '07 | '09 | '12 | '15 (январь) | '15 (сентябрь) | '19 |
| | Новая демократия                                       | X   | X   |     |     | X         | X            | X   |     |     |     | X   | X   |     | X   |              |                | X   |
| | Всегреческое социалистическое движение (ПАСОК)         |     |     | X   | X   |           | X            |     | X   | X   | X   |     |     | X   | X   |              |                |     |
| | Коммунистическая партия Греции (в составе Синаспизмос) |     |     |     |     | X         | X            |     |     |     |     |     |     |     |     |              |                |     |
| | Синаспизмос Коалиция радикальных левых (СИРИЗА)        |     |     |     |     | X         | X            |     |     |     |     |     |     |     |     | X            | X              |     |
| | Демократические левые (ДИМАР)                          |     |     |     |     |           |              |     |     |     |     |     |     |     | X   |              |                |     |
| | Независимые греки (АНЕЛ)                               |     |     |     |     |           |              |     |     |     |     |     |     |     |     | X            | X              |     |

|  | Партии                                                 | '74 | '77 | '81 | '85 | '89 (май) | '89 (ноябрь) | '90 | '93 | '96 | '00 | '04 | '07 | '09 | '12 | '15 (январь) | '15 (сентябрь) | '19 |
|  | Новая демократия                                       | X   | X   |     |     | X         | X            | X   |     |     |     | X   | X   |     | X   |              |                | X   |
|  | Всегреческое социалистическое движение (ПАСОК)         |     |     | X   | X   |           | X            |     | X   | X   | X   |     |     | X   | X   |              |                |     |
|  | Коммунистическая партия Греции (в составе Синаспизмос) |     |     |     |     | X         | X            |     |     |     |     |     |     |     |     |              |                |     |
|  | Синаспизмос Коалиция радикальных левых (СИРИЗА)        |     |     |     |     | X         | X            |     |     |     |     |     |     |     |     | X            | X              |     |
|  | Демократические левые (ДИМАР)                          |     |     |     |     |           |              |     |     |     |     |     |     |     | X   |              |                |     |
|  | Независимые греки (АНЕЛ)                               |     |     |     |     |           |              |     |     |     |     |     |     |     |     | X            | X              |     |

#### Европейские выборы
| Партия | Партия                                               | Фракция в Европарламенте                      | Лидер                  | Голоса    | Голоса  | Голоса   | Места | Места |
| Партия | Партия                                               | Фракция в Европарламенте                      | Лидер                  | Число     | %       | ± %      | Число | ±     |
| ------ | ---------------------------------------------------- | --------------------------------------------- | ---------------------- | --------- | ------- | -------- | ----- | ----- |
|        | Коалиция радикальных левых (ΣΥΡΙΖΑ)                  | Европейские объединённые левые                | Алексис Ципрас         | 1.516.634 | 26,60 % | +21,90 % | 6     | +5    |
|        | Новая демократия                                     | Европейская народная партия                   | Антонис Самарас        | 1.295.967 | 22,71 % | -9,59 %  | 5     | -3    |
|        | Народная ассоциация — Золотая Заря                   | -                                             | Никос Михалолиакос     | 536.409   | 9,38 %  | +8,92 %  | 3     | +3    |
|        | Оливковое дерево (ПАСОК и союзники)                  | Прогрессивный альянс социалистов и демократов | Евангелос Венизелос    | 457.573   | 8,02 %  | -28,62 % | 2     | -6    |
|        | Река                                                 | Прогрессивный альянс социалистов и демократов | Ставрос Теодоракис     | 376.629   | 6,61 %  | Новая    | 2     | Новая |
|        | Коммунистическая партия Греции                       | Европейские объединённые левые                | Димитрис Куцумбас      | 347.467   | 6,07 %  | -2,28 %  | 2     | -     |
|        | Независимые греки                                    | Европейские консерваторы и реформисты         | Панос Камменос         | 197.536   | 3,47 %  | Новая    | 1     | Новая |
|        | Народный православный призыв                         | Европа за свободу и демократию                | Георгиос Каратзаферис  | 153.920   | 2,70 %  | -4,45 %  | -     | -2    |
|        | Греческие европейские граждане                       | -                                             | Георгиос Хадзимаркакис | 82.220    | 1,46 %  | Новая    | -     | Новая |
|        | Демократические левые — Прогрессивное сотрудничество | Прогрессивный альянс социалистов и демократов | Фотис Кувелис          | 68.695    | 1,21 %  | Новая    | -     | Новая |

## Президентские выборы
Глава государства — Президент Греческой Республики — избирается парламентом на пятилетний срок и не более двух сроков подряд. Баллотироваться в президенты может любой человек, если:
- имеет греческое гражданство в течение минимум 5 последних лет,
- имеет родителя греческого происхождения,
- достиг 40 лет или больше,
- имеет право голоса.

Когда заканчивается срок президентских полномочий, парламент голосует за избрание нового президента. В первых двух голосованиях кандидатура должна набрать 2/3 голосов (от 200 голосов). В третьем и последнем голосовании кандидатура должна набрать от 3/5 (от 180 голосов) большинства. Если третье голосование не смогло избрать президента, парламент распускается. Новые парламентские выборы назначает бывший президент в течение следующих 30 дней. Новоизбранный парламент повторяет процедуру выборов президента, однако в первом голосовании кандидатура должна набрать от 3/5 большинства во втором голосовании — абсолютное большинство (от 151 голоса), а во время третьего голосования достаточно простого большинства голосов. Система спланирована таким образом, чтобы способствовать достижению консенсуса среди кандидатов в президенты от основных политических партий.
| Президенты Греческой Республики с 1975 года |                           |                      |                                    |
| \| 19 июня 1975 — 15 мая 1980 \| Константинос Цацос \| \| первое голосование \| \| 15 мая 1980 — 10 марта 1985 \| Константинос Караманлис \| \| третье голосование \| \| 30 марта 1985 — 4 мая 1990 \| Христос Сардзетакис \| \| третье голосование \| \| 4 мая 1990 — 10 марта 1995 \| Константинос Караманлис \| \| второе голосование (после выборов) \| \| 10 марта 1995 — 11 марта 2000 \| Константинос Стефанопулос \| \| третье голосование \| \| 11 марта 2000 — 12 марта 2005 \| Константинос Стефанопулос \| \| первое голосование \| \| 12 марта 2005 — 12 марта 2010 \| Каролос Папульяс \| \| первое голосование \| \| 12 марта 2010 — 13 марта 2015 \| Каролос Папульяс \| \| первое голосование \| \| 13 марта 2015 - 13 марта 2020 \| Прокопис Павлопулос \| \| первое голосование (после выборов) \| \| 13 марта 2020 - 13 марта 2025 \| Катерина Сакелларопулу \| независимый кандидат \| первое голосование \| \| 13 марта 2025 - \| Константинос Тасулас \| Новая демократия \| \| |                           |                      |                                    |
| 19 июня 1975 — 15 мая 1980 | Константинос Цацос        |                      | первое голосование                 |
| 15 мая 1980 — 10 марта 1985 | Константинос Караманлис   |                      | третье голосование                 |
| 30 марта 1985 — 4 мая 1990 | Христос Сардзетакис       |                      | третье голосование                 |
| 4 мая 1990 — 10 марта 1995 | Константинос Караманлис   |                      | второе голосование (после выборов) |
| 10 марта 1995 — 11 марта 2000 | Константинос Стефанопулос |                      | третье голосование                 |
| 11 марта 2000 — 12 марта 2005 | Константинос Стефанопулос |                      | первое голосование                 |
| 12 марта 2005 — 12 марта 2010 | Каролос Папульяс          |                      | первое голосование                 |
| 12 марта 2010 — 13 марта 2015 | Каролос Папульяс          |                      | первое голосование                 |
| 13 марта 2015 - 13 марта 2020 | Прокопис Павлопулос       |                      | первое голосование (после выборов) |
| 13 марта 2020 - 13 марта 2025 | Катерина Сакелларопулу    | независимый кандидат | первое голосование                 |
| 13 марта 2025 - | Константинос Тасулас      | Новая демократия     |                                    |

| 19 июня 1975 — 15 мая 1980    | Константинос Цацос        |                      | первое голосование                 |
| 15 мая 1980 — 10 марта 1985   | Константинос Караманлис   |                      | третье голосование                 |
| 30 марта 1985 — 4 мая 1990    | Христос Сардзетакис       |                      | третье голосование                 |
| 4 мая 1990 — 10 марта 1995    | Константинос Караманлис   |                      | второе голосование (после выборов) |
| 10 марта 1995 — 11 марта 2000 | Константинос Стефанопулос |                      | третье голосование                 |
| 11 марта 2000 — 12 марта 2005 | Константинос Стефанопулос |                      | первое голосование                 |
| 12 марта 2005 — 12 марта 2010 | Каролос Папульяс          |                      | первое голосование                 |
| 12 марта 2010 — 13 марта 2015 | Каролос Папульяс          |                      | первое голосование                 |
| 13 марта 2015 - 13 марта 2020 | Прокопис Павлопулос       |                      | первое голосование (после выборов) |
| 13 марта 2020 - 13 марта 2025 | Катерина Сакелларопулу    | независимый кандидат | первое голосование                 |
| 13 марта 2025 -               | Константинос Тасулас      | Новая демократия     |                                    |

## Местные выборы
На местных выборах в Греции избираются супер-номархи (гиперномархи), номархи и мэры соответственно в 3 супер-номархиях, 54 номархиях, 900 муниципалитетах и 135 коммунах Греции, а также советники для работы в супер-префектурах, префектурах, муниципальных и коммунальных советах.
При нынешней системе голосования, кандидаты в супер-номархи, номархи и мэры муниципалитетов считаются победителями, если в первом туре голосования набирают от 42 % голосов избирателей. Если ни один кандидат не достигает этого процентного порога, второй тур голосования проводится между двумя лидерами первого тура.
Первые выборы номархов состоялись в 1994 году (Закон 2218/1994). До этого номархи назначались на свои должности. 42%-й порог был введен правовой реформой 2006 года, раньше порог составлял 50 процентов в первом туре.
Выборы в советы коммун проходят по мажоритарному принципу в один тур, когда президентом коммуны становится тот кандидат, который в первом туре набрал наибольшее количество голосов избирателей.
Местные выборы в Греции проводились раз в каждые четыре года, традиционно в октябре. После принятия в 2010 году Программы «Калликратиса» деление на номы было отменено, а местные выборы будут проходить раз в 5 лет. Хотя новое административное деление Греции вступит в силу в 2011 году, местные выборы 2010 года прошли в соответствии с Программой только в перифериях, муниципалитетах и коммунах.

## Референдумы и плебисциты
Действующая Конституция Греции предусматривает два вида референдумов:
- Референдум по вопросу «принятого закона»
- Референдум по вопросу «национального интереса».

Все референдумы и плебисциты, проведённые в Греции в период с 1920 по 1974 год, касались формы правления, а именно сохранения, восстановления или отмены монархии. На последнем плебисците в 1974 году монархия окончательно была отменена и в качестве конституционной модели выбрана парламентская республика. Следующий референдум был проведён только через 41 год,в 2015 году, на котором была отклонена предложенная ЕЦБ и МВФ помощь, которая, однако, была заблокирована правительством.
| Король Костантин II | Король Георг II | Король Костантин I |